# Restauration scolaire
 (décembre 2017).
La restauration scolaire ou cantine est un des secteurs de la restauration collective. C'est une restauration collective à caractère social.

## Objectif
La restauration scolaire a un devoir de restitution calorique ; fonction nutritionnelle de base, moteur de la fonction alimentation, la restitution calorique doit être d’autant plus exacte qu’elle est destinée à une seule typologie de « consommateurs », ce qui élimine les risques d’erreurs dus aux compromis ou à la recherche d’équilibre. Elle doit donc faire l’objet d’un consensus total puisqu’elle détermine à elle seule la taille des besoins et donc le dimensionnement et la capacité des moyens à mettre en œuvre. Sa traduction est le bol alimentaire partiel puisque ces « consommateurs » ne sont pris en charge que sur une partie de la journée alimentaire. La cantine, intégrée aux établissements scolaires (écoles, collèges et lycées), remplit aussi une fonction éducative : l'éducation au goût et à l'équilibre alimentaire des jeunes convives.

### Objectif Bio & Durable
En France, la loi EGalim, issue des États généraux de l'alimentation lancés en 2017, prévoit un service de 50 % de produits durables dont 20 % issus de l'agriculture biologique d'ici à 2022. Cet engagement nécessite des investissements dans la restauration collective.[réf. souhaitée]

## Restauration scolaire par pays

### En France
La restauration scolaire en France obéit à des réglementations, dont circulaire interministérielle du 25 juin 2001 mais pas seulement, et suit également des recommandations de différents organismes.